# Pierre Tarin

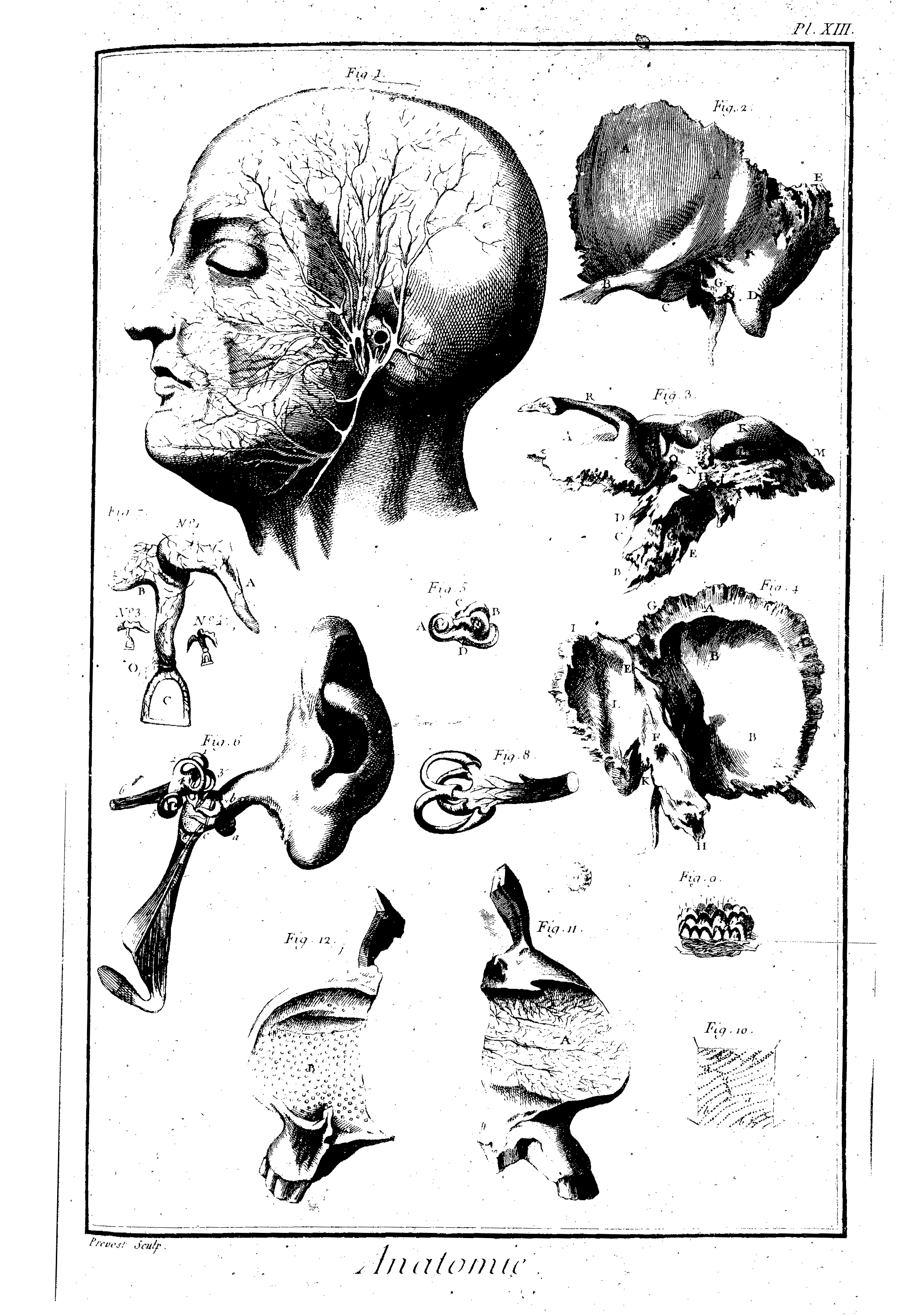
Grabado Anatomie de la Enciclopedia, t. 1., p. 148.

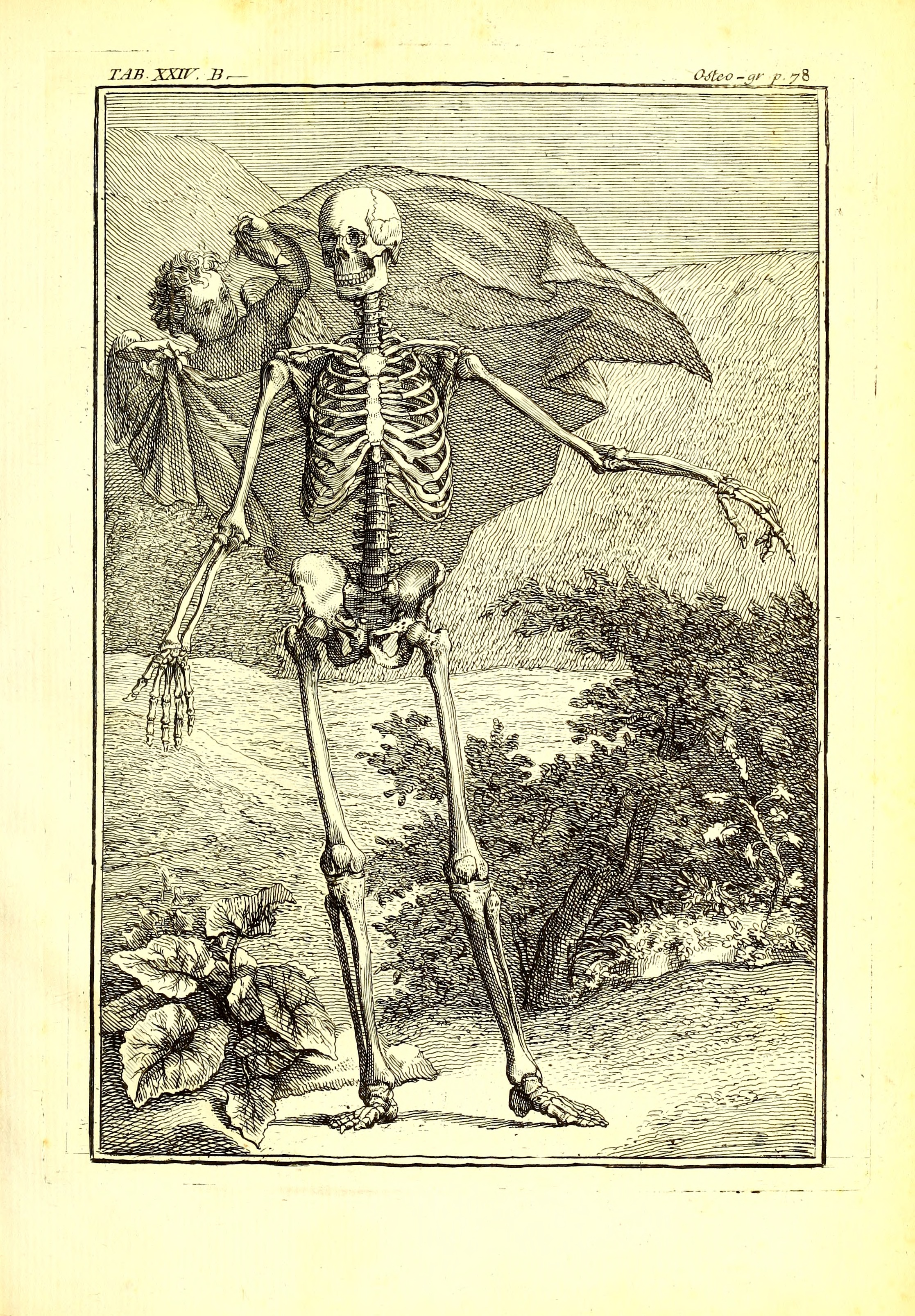
Osteo-grafía (1753) de Pierre Tarin.

Pierre Tarin, nacido en 1725 en Courtenay y fallecido en 1761, fue un médico y anatomista francés.
Tarin estudió medicina en las escuelas de la Facultad de París, pero llegó solo al grado de bachelier. Escribió muchas obras, sobre todo sobre anatomía. Como enciclopedista, es el responsable de lo que hay sobre anatomía en la Enciclopedia de Diderot y De Alembert, incluyendo un discurso sobre el origen y el desarrollo de esta parte de la medicina.

## Publicaciones
- (la) Problemata anatomica, utrum inter arterias mesentericas, venasqne lacteas, immediatum datur commercium', Paris, 1748.
- Anthropotomie, o el arte de la disección, París, 1750, dos volúmenes.
- (la) Adversaria anatomica, Paris, 1750, con grabados. (Descripción del cerebro y del cerebelo).
- Démosgraphie, o descripción de los ligamentos del cuerpo humano, París, 1752. (Traducción del latín de la obra de Josias Weitbrecht, profesor de fisiología de San Petersburgo y miembro de la Academia Imperial de esa ciudad).
- Elements de physiologie, traducción del latín de una obra de Albrecht von Haller, París, 1752.
- Dictionnaire anatomique suivi d'une bibliothèque anatomique et physiologique (Diccionario anatómico seguido de una Biblioteca anatómica y fisiológica), París, 1753. La parte bibliográfica es un extracto de una obra de Albrecht von Haller.
- Ostéographie, o descripción de los huesos del adulto, del feto, etc. París, 1753. Con un gran número de grabados, la mayor parte copiados de álbumes y obra de diferentes autores contemporáneos. Igualmente, en esta obra reunió escritos dispersos de anatomistas.
- Myographie o descripción de los músculos, París, 1753. Aquí aprovechó los grabados de Bernhard Siegfried Albinus para hacer los suyos.
- Observaciones de medicina y de cirugía, París, 1755, 3 volúmenes. Provenientes de varios autores.

Hay copias de obras de Pierre Tarin en archive.org
Es autor también de los Élements de chimie traducción  del alemán de la obra de Herman Boerhaave, que publicó con añadidos, en seis volúmenes.

## Fuente
- Antoine Laurent Jessé Bayle, Biographie médicale par ordre chronologique, tome second.  París, Adolphe Delahaye, libraire, 1855, p. 738.[2]